# Зубчаста звивина

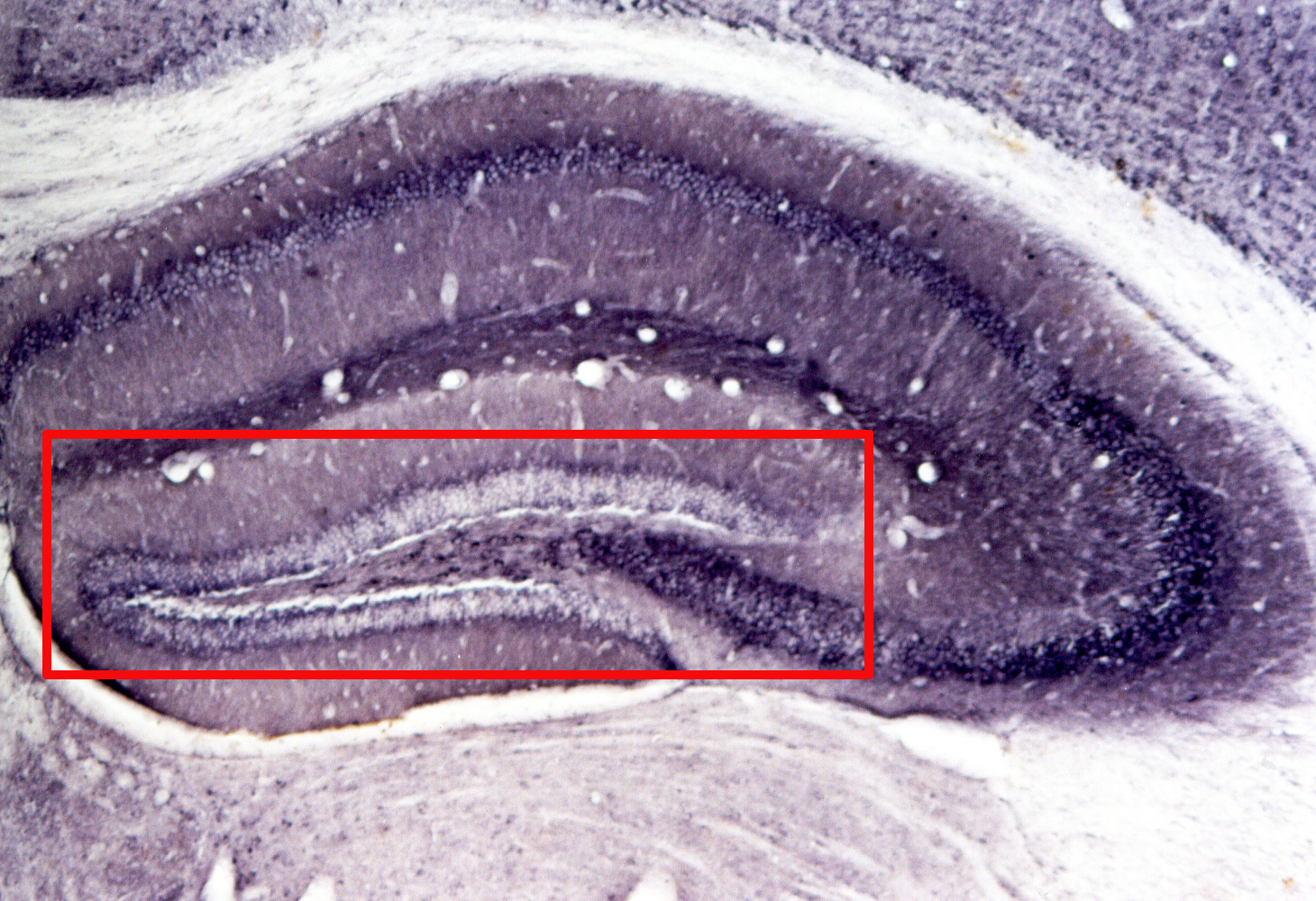
Рисунок 1. Зубчаста звивина (виділена червоною рамкою) на поперечному перерізі гіпокампу щура, пофарбованому за Ніслем.

Зубчаста звивина, або лат. fascia dentata hippocampi, або зубчаста фасція гіпокампу — звивина, розташована в глибині борозни гіпокампу (Рис. 1). Морфологічно зубчаста звивина є відносно просто організованою частиною мозку, де повторюваний патерн побудови клітинного шару сполучається з високовпорядкованою структурою шарів нервових волокон, які проводять вхідні та вихідні сигнали і легко локалізуються на тканинних перерізах. Це робить зубчасту звивину зокрема, і гіпокамп в цілому, популярною модельною системою в сучасній нейробіології для дослідження особливостей проведення, інтегрування та модуляції нервових сигналів.

## Морфологія

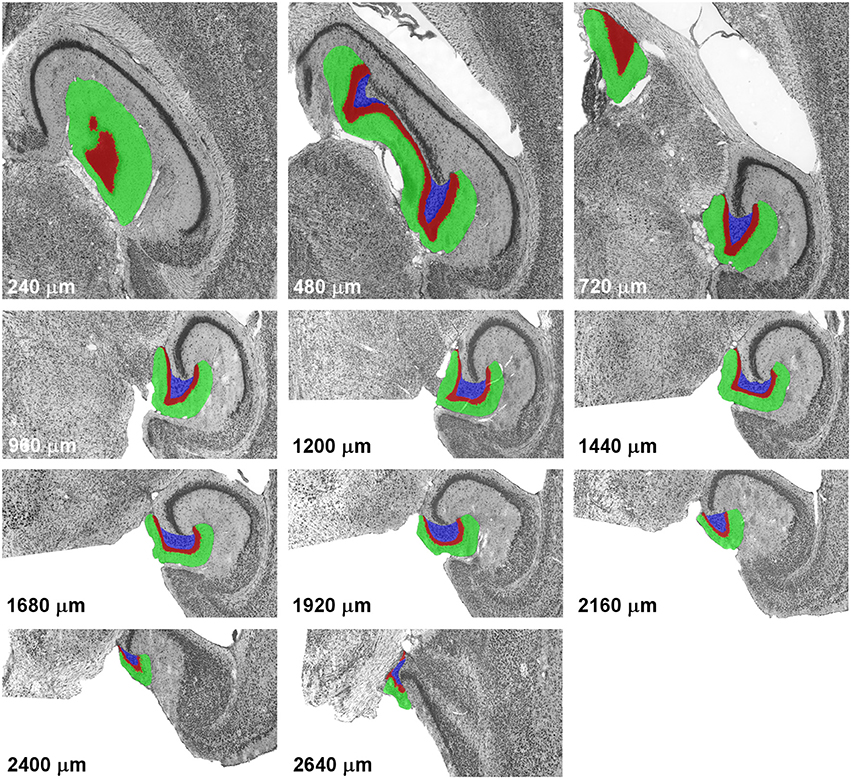
Рисунок 2. Серія горизонтальних перерізів через гіпокамп миші з позначеними трьома шарами ЗЗ: молекулярним (зелений), гранулярним (червоний) та хілусом (синій). Цифри в мікрометрах позначають відстань від поверхні.

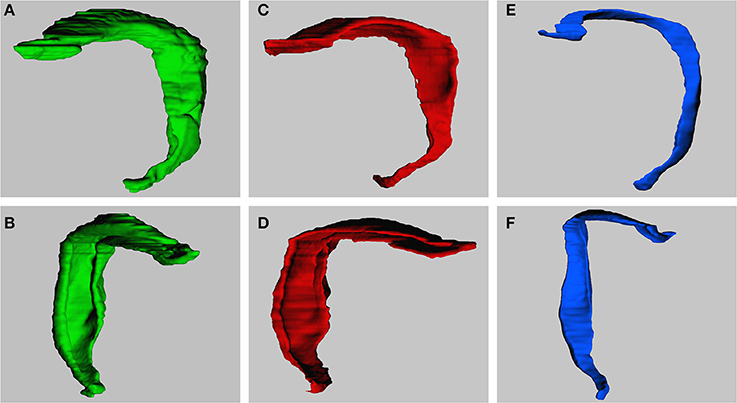
Рисунок 3. Тривимірна реконструкція шарів ЗЗ: молекулярного (А, В), гранулярного (C, D), та хілусу (E, F).

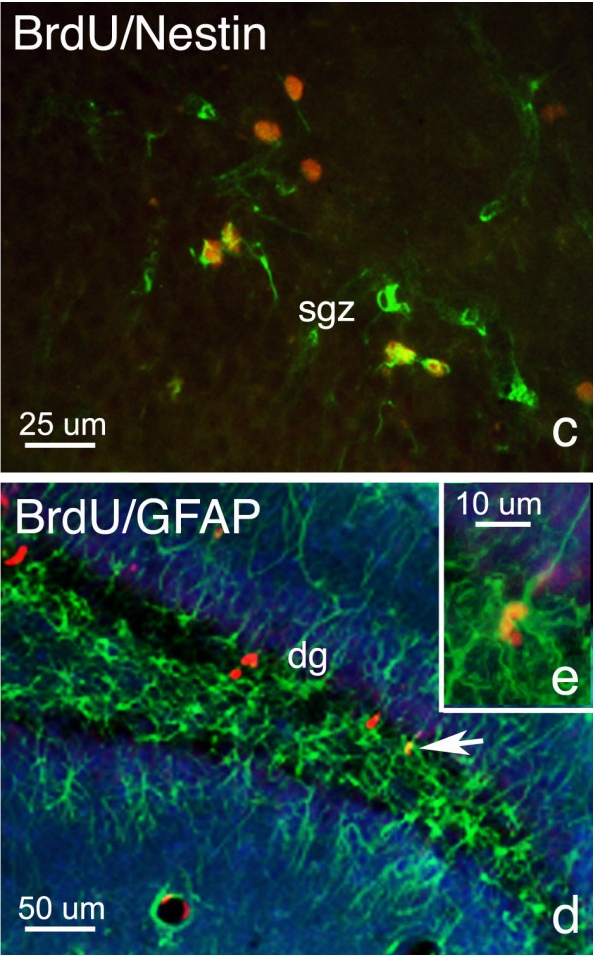
Рисунок 4. Фенотипи новоутворених клітин ЗЗ у постнатальному періоді; новоутворені клітини продукують червону флуоресценцію; dg — зубчаста звивина (dentate gyrus).

Рисунок 5. Конфокальна мікрофотографія ділянки ЗЗ дорослої миші. GFAP-позитивні астроцити — зелений колір, NeuN-позитивні клітини, що формують гранулярний шар, — червоний. Ядра клітин пофарбовані барвником Hoechst-33342 (синій колір).

Зубчаста звивина (ЗЗ) як окремо виражена структура в ході еволюції хребетних уперше з'являється в ссавців; в гіпокампі птахів та рептилій прямий морфологічний гомолог ЗЗ відсутній. Питання щодо існування функціонального гомолога є спірним станом на 2010-ті роки: базуючись на результатах генетичних та нейроанатомічних досліджень, частина нейрологів підтримує гіпотезу щодо функціональної гомології між ЗЗ ссавців, медіальною корою рептилій та вентральною частиною вентрального гіпокампа птахів, але дані інших дослідницьких груп суперечать цій гіпотезі.
Морфологічно ЗЗ складається з трьох шарів: молекулярного, клітинного та поліморфного, або хілусу (див. Рис. 2 та 3).
Клітинний, або гранулярний шар розташований між молекулярним та поліморфним шаром.
Молекулярний шар є структурою приблизно 250 мкм завтовшки (в мозку щура), утворений в основному дендритами гранулярних клітин клітинного шару, пірамідних кошикових нейронів та інших клітин поліморфного шару (див. докладніший опис нижче); шар містить відносно невелику кількість інтернейронів. Також до складу молекулярного шару входять волокна перфорантного сигнального шляху, що проводить до ЗЗ сигнали з енторинальної кори.
Клітинний шар ЗЗ складається в основному зі щільно упакованих гранулярних клітин, що складають понад 95% його об'єму. Товщина клітинного шару коливається від 4 до 8 клітин або приблизно 60 мкм. Окрім гранулярних клітин у цьому шарі трапляються й клітини інших типів, такі як пірамідні кошикові нейрони, які можна знайти переважно на межі клітинного шару та хілусу. Гранулярний шар одержує нервові сигнали винятково від енторинальної кори через перфорантний сигнальний шлях, що поділяється на латеральну та медіальну секції, які беруть початок, відповідно, у латеральній та медіальних долях енторинальної кори. Медіальний перфорантний шлях утворює синапси на проксимальній частині дендритів гранулярних клітин, а латеральний — на дистальній частині. Аксони гранулярних клітин називаються «мохоподібними волокнами; вони прямують до зон CA1 та CA3 гіпокампу, де утворюють збуджувальні глутаматергічні синапси на дендритах пірамідних нейронів.
Поліморфний шар ЗЗ складається з нейронів великої кількості різних типів, зокрема мохових клітин, ГАМК-ергічних інтернейронів, а також мохових волокон гранулярних клітин, що проходять через цю зону на шляху до своєї основної цілі — зон CA1 та CA3 гіпокампу, попутно утворюючи синапси з дендритами клітин поліморфного шару.
На межі хілусу та гранулярного шару знаходиться так звана «субгранулярна зона», що є одним з нечисленних місць у мозку ссавців, де нові нейрони утворюються вже після народження і навіть протягом дорослого життя (Рис. 4); при цьому було показано, що ознакою диференціації («дорослішання») клітини та, відповідно, перетворення її зі стовбурової клітини на гранулярний нейрон є початок синтезу в ній АМРА-рецепторів.
Окрім нейронів велику долю об'єму молекулярного та поліморфного шарів (і значно меншу — в гранулярному шарі) займають клітини астроглії (див. Рис. 5).
Загальний об'єм ЗЗ може коливатись у досить широких межах і у дорослої людини становить кілька сотень кубічних міліметрів (див. Таблицю 1).

## Типи клітин та міжклітинна сигналізація

### Гранулярні клітини

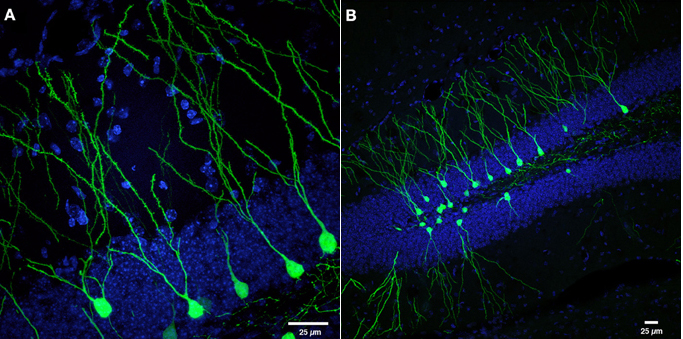
Рисунок 6. Окремі ГКЗЗ, інфіковані ретровірусом, що викликає експресію GFP (зелена флуоресценція) на 42-й день після інфікування. А: Висока роздільність. Тіла ГКЗЗ розташовані всередині гранулярного шару, ядра клітин якого пофарбовані флуоресцентним фарбником DAPI, що генерує синю флуоресценцію. Видно дендритну структуру окремих ГКЗЗ. В: Низька роздільність. Видно загальну структуру ЗЗ із розміщенням у ній інфікованих клітин. Масштабні лінійки дорівнюють 25 мкм

Гранулярні клітини зубчастої звивини (ГКЗЗ; слід відрізняти від гранулярних клітин мозочка) є найчисленнішим типом клітин у ЗЗ. Їх тіло округлої або еліптичної форми, шириною приблизно 10 мкм та довжиною приблизно 18 мкм. Для цього типу клітин характерне конусоподібне дендритне дерево середнього ступеня розгалуження; гілки дендритів проходять крізь молекулярний шар, доходячи до вентрикулярної поверхні гіпокампу (див. Рис. 6). Загальна довжина дендритів ГКЗЗ, розташованих у супрапірамідальній частині гранулярного шару (на Рис. 6В вгорі), є в середньому більшою, ніж дендритів інфрапірамідальної частини (на Рис. 6В внизу): 3500 та 2800 мкм відповідно. Дендрити супрапірамідальної частини утворюють у середньому 1,6 синапса на 1 мкм довжини, а дендрити інфрапірамідальної частини — близько 1,3 синапса на 1 мкм. Практично всі збуджувальні сигнали з усіх можливих джерел надходять до ГКЗЗ через ці синапси.
Загальна кількість ГКЗЗ у гіпокампі щура приблизно дорівнює 1,2×106. Попри те, що утворення нових нервових клітин (нейрогенез) у гранулярному шарі відбувається протягом майже всього життя, загальна чисельність ГКЗЗ у дорослих лишається незмінною. Це доводить, що нейрогенез здійснює заміну клітин, що гинуть, але не змінює їхню загальну кількість.

### Мохоподібні волокна
ГКЗЗ спрямовують вихідні збуджувальні сигнали через немієлінізовані аксони характерної будови, що мають діаметр 0,2-0,5 мкм — так звані «мохоподібні волокна». Мохоподібні волокна несуть незвичайно великі (у порівнянні зі звичайними аксонами) синаптичні бутони, які, своєю чергою, утворюють так звані «мимобіжні», або «en passant» синапси з моховими клітинами поліморфного шару та дендритами зони CA3 гіпокампу. Кожне первинне мохоподібне волокно розгалужується в середньому на 6-7 гілок, які називаються колатералями. Загалом, сумарна довжина загального дерева колатералей, утворених одним мохоподібним волокном всередині поліморфного шару, досягає приблизно 2300 мкм. Колатералі мохоподібних волокон всередині поліморфного шару утворюють синапси з проксимальними дендритами мохових клітин. Згідно з пізнішими дослідженнями більшість колатералей мохоподібних волокон у поліморфному шарі утворює синапси з ГАМК-ергічними інтернейронами. Колатералі мохоподібних волокон іноді трапляються в гранулярному шарі, але ніколи за нормальних умов не доходять до молекулярного шару. Колатералі, що входять у гранулярний шар, в абсолютній більшості утворюють синапси з апікальними дендритами пірамідальних кошикових нейронів. Присутність колатералей мохоподібних волокон у молекулярному шарі ЗЗ є однією з найхарактерніших гістоморфологічних ознак скроневої епілепсії.
За межами хілусу мохоподібні волокна утворюють синапси з дендритами пірамідних нейронів зони CA3 гіпокампу; у проксимальній частині зони CA3 колатералі мохоподібних волокон можуть доходити до тіл пірамідних нейронів і утворювати на них синапси. Шар мохоподібних волокон, який лежить у гіпокампі навпроти зони CA3, називається {{нп|stratum lucidum|Stratum lucidum of hippocampus}}. Проєкція мохоподібних волокон до зони навпроти пірамідних нейронів гіпокампу закінчується на межі зон CA3 та CA2; отже, однією з основних відмінностей пірамідних нейронів CA2 від таких у CA3 є відсутність вхідних сигналів від ГКЗЗ. Головним нейромедіатором у синапсах мохоподібних волокон є глутамат, отже, вони передають збуджувальні сигнали. Окрім глутамату, імуногістохімічні дослідження виявили наявність у мохоподібних волокнах ліганду опіоїдного рецептора OPRK1 динорфіна, а також гальмівного нейромедіатора ГАМК.

### Пірамідні кошикові клітини
Пірамідні кошикові нейрони є найбільш дослідженим типом гальмівних інтернейронів у ЗЗ. Ці клітини в основному розташовані вздовж межі між гранулярним шаром та хілусом. Для них характерна пірамідальна сома розміром 25-35 мкм, єдиний апікальний дендрит, спрямований у молекулярний шар, де він поділяється на кілька гілок та кілька менших за розміром базальних дендритів, спрямованих у поліморфний шар. Назву «кошиковий» цей тип нейронів отримав за будову аксону, який утворює дуже сильно розгалужену мережу гілок, що обертаються навколо численних гранулярних клітин, утворюючи ГАМК-ергічні синапси на їхніх сомах та апікальних дендритах. Завдяки надзвичайно сильному розгалуженню аксона, один пірамідний кошиковий нейрон може утворювати синапси з великою кількістю гранулярних клітин: аж до 10 тисяч, або 1% всіх клітин гранулярного шару.

### Мохові клітини

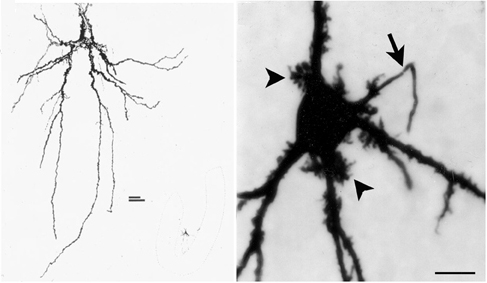
Рисунок 7. Морфологія мохової клітини. Ліворуч: низька роздільність, видно структуру дендритного дерева. Праворуч: висока роздільність, видно сому, дендрити з характерними «наростами» (вказані вістрями стрілок) та аксон (вказаний стрілкою). Масштабна лінійка: 20 мкм.

Мохові клітини (Рис. 7) є найбільш численними нейронами поліморфного шару ЗЗ. Для них характерна сома діаметром 25-35 мкм, приблизно трикутної або мультиполярної форми. Характерною рисою мохових клітин, за яку ці клітини отримали свою назву, є наявність дуже великих виступів («наростів») складної будови на апікальних дендритах. Кілька дендритів (3 і більше) з нечисленними відгалуженнями відходять на велику відстань у поліморфний шар, де утворюють збуджувальні глутаматергічні синапси з гальмівними інтернейронами, та в гранулярний шар, де утворюють синапси з ГКЗЗ. Залежно від того, чи утворює конкретна мохова клітина більше синапсів на гальмівних інтернейронах, що своєю чергою іннервують ГКЗЗ, чи безпосередньо на ГКЗЗ, вплив мохової клітини на ГКЗЗ може бути збуджувальним або гальмівним. Було показано, що пригнічення функціонування мохових клітин і їхня масова індукована загибель ведуть до аномально високого збудження в гранулярному шарі ЗЗ; отже, загальний ефект мохових клітин є гальмівним. Гістологічні дослідження довели, що більшість вхідних синаптичних сигналів мохові клітини отримують від ГКЗЗ. Функціонально, мохові клітини забезпечують розділення різних патернів вхідних збуджувальних сигналів до ЗЗ, таким чином регулюючи збудження ГКЗЗ та модуляцію вихідних сигналів, що передаються до зони CA3 гіпокампу.

### Інші типи інтернейронів
Кошикові інтернейрони хілуса, особливо в його субгранулярній частині, можуть бути розподілені на кілька типів на основі їхніх морфологічних (форма соми, ядра, дендритного дерева) та біохімічних (більш або менш активна експресія протеїнів та нейроактивних речовин) ознак. Більшість із них демонструє активну імунореактивність на ГАМК; проте, у різних інтернейронів у цій області, окрім ГАМК, виявляється імунореактивність і на інші, різні набори нейромедіаторів. Таким чином, інтернейрони ЗЗ можуть бути поділені на різні групи, причому не всі такі групи відтворюватимуть будову та функції типових кошикових клітин. Окрім мохових клітин, у хілусі наявна помітна кількість так званих веретеноподібних нейронів. Їхній розподіл за типами в основному базується на наявності мембранних шипиків (або виростів) та їхній формі. Методами внутрішньоклітинного забарвлення було показано, що аксони цих клітин доходять до молекулярного шару, і утворюють синапси на дендритах ГКЗЗ. Досліди з антитілами проти пептиду соматостатину показали, що інтернейрони поліморфного шару імунореактивні на даний пептид, і складають приблизно 16% від усіх ГАМК-ергічних клітин у ЗЗ.
У молекулярному шарі знайдені як мінімум два типи нейронів. Перший локалізований у глибині шару, має мультиполярну або трикутну сому, розгалужений аксон та дендрити без мембранних шипиків. Другий тип інтернейронів молекулярного шару відтворює функціональну морфологію аксо-аксональних клітин неокортексу: розгалужений аксон цих інтернейронів утворює синапси з ГКЗЗ виключно на їхніх аксонних горбиках. Інтернейрони даного типу перебувають у безпосередній близькості до верхньої межі гранулярного шару, а, часом, навіть серед розташованих на межі гранулярного шару ГКЗЗ. Кожний аксо-аксональний інтернейрон здатний утворювати синапси на аксонних горбиках до 1000 ГКЗЗ. З огляду на те, що ці інтернейрони демонструють імунореактивність до ГАМК, вони, скоріше за все, являють собою додаткове джерело гальмівної сигналізації для клітин гранулярного шару.

## Зовнішні сигнальні шляхи

### Сигнальний шлях від енторинальної кори

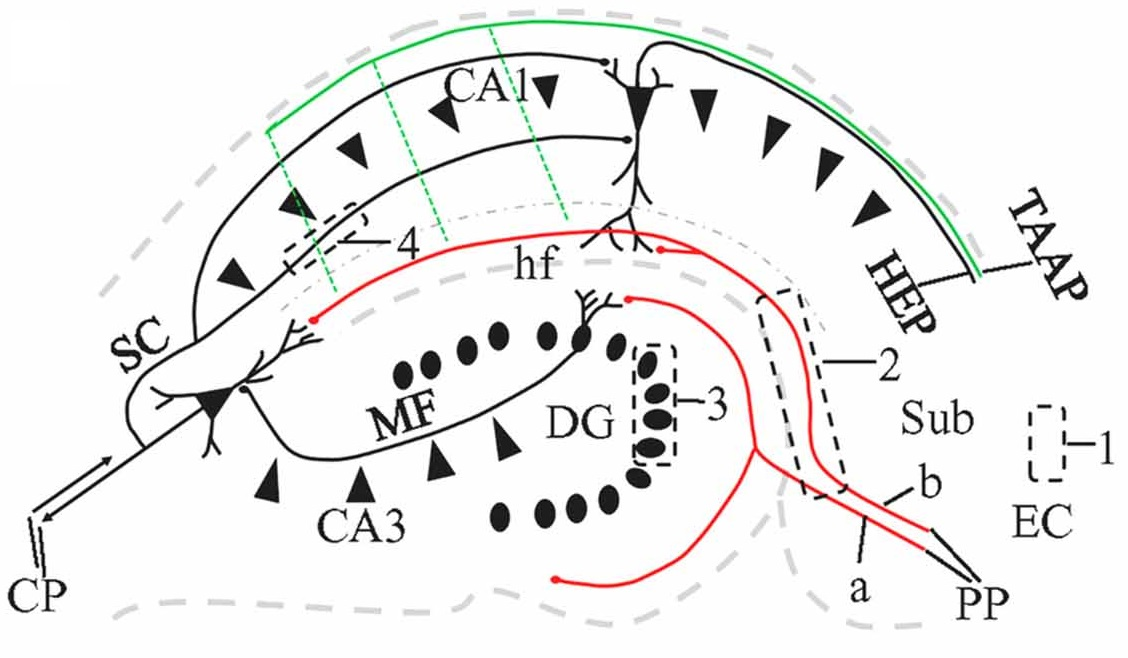
Рисунок 8. Схема, що ілюструє основні сигнальні шляхи в гіпокампі, встановлені завдяки ін'єкціям. Місця ін'єкцій DiI відмічені пунктирними прямокутниками. DG — зубчаста звивина (dentate gyrus); СР — проєкції міжпівкульних з'єднань (commissural projections); НЕР — гіпокампо-енторинальне з'єднання (hippocampal-entorhinal projection); MF — мохові волокна (mossy fibers); РР — перфорантний шлях (perforant path), дві гілки: до ЗЗ (a) та до зони CA1 гіпокампу (b); SC — колатералі Шаффера (Shaffer collaterals); ТААР — скронеамонічний альвеарний шлях (temporoammonic alvear pathway). Штрихпунктирна лінія відмічає межу між зонами гіпокампа stratum lacunosum-moleculare (sl-m) та stratum radiatum (sr).

ЗЗ отримує значний об'єм вхідних сигналів від енторинальної кори через сукупність нервових волокон, яка називається «перфорантний шлях» (Рис. 8). Сигнальна проєкція в ЗЗ здійснюється в основному клітинами локалізованими в шарі II енторинальної кори, хоча невелика кількість сигналів надходить також і від нейронів з шарів V та VI. Енторинальні термінали локалізовані виключно в зовнішніх двох третинах молекулярного шару, де вони формують асиметричні синапси з дендритами ГКЗЗ та, у невеликій кількості, з дендритами розташованих тут інтернейронів. Перфорантний шлях (ПШ) може бути поділений на дві частини на основі регіону походження, топографії кінцевого синаптичного дерева, а також гістохімічних та імуногістохімічних характеристик. Дві частини ПШ у мозку щура називаються латеральним та медіальним ПШ з огляду на те, що вони беруть початок з латеральної та медіальної частин еторинальної кори. Клітини, що дають початок цим двом частинам ПШ, помітно відрізняються за морфологічними та гістохімічними ознаками. Волокна ПШ, що походять з латеральної частини енторинальної кори, інервують найбільш поверхневу третину молекулярного шару, тоді як волокна що походять з медіальної частини кори інервують середню частину молекулярного шару. Відносно тонкі аксони ПШ (~0.1 мкм) у молекулярному шарі демонструють періодично розташовані варикозні розширення товщиною 0.5-1 мкм.
Незважаючи на те, що ПШ часто вважається єдиним сигнальним шляхом, що поєднує енторинальну кору та гіпокамп, було показано, що невеликі об'єми вхідних сигналів також надходять з пресубікулуму та парасубікулуму. Ці волокна входять до молекулярного шару ЗЗ і розгалужуються в зоні, що покриває латеральну і медіальну частини ПШ.

### Сигнальний шлях від септальних ядер
ЗЗ отримує відносно невелику кількість нервових сигналів від підкіркових структур мозку. Найбільш значний об'єм підкіркових сигналів надходить від септальних ядер (частина нюхового аналізатора). Септальна сигнальна проєкція походить від клітин медіального септального ядра та ядра діагональної стрічки Брока (bandaletta diagonalis (Broca). Септальні волокна надають доволі щільну інервацію клітинам поліморфного шару, особливо у вузькій зоні, що примикає до гранулярного шару.
Більша частина волокон септальних проєкцій до ЗЗ є холінергічними; це виглядає доволі логічним, оскільки 30-50% клітин у медіальному септальному ядрі та 50-75% клітин ядра діагональної смужки є холінергічними нейронами. Інші нейрони септальних ядер, що надсилають аксони до ЗЗ, є ГАМК-ергічними. При цьому, холінергічні та ГАМК-ергічні волокна утворюють синапси на різних типах постсинаптичних нейронів. Волокна ГАМК-ергічних нейронів закінчуються, переважно, на інших ГАМК-ергічних нейронах, таких як кошикові пірамідні клітини (див. вище). На відміну від них, холінергічні септальні аксони утворюють синапси в ЗЗ з гранулярними клітинами, інервуючи їхні дендрити у внутрішній третині молекулярного шару. Натомість близько 5-10% септальних холінергічних аксонів утворюють синапси на мохових клітинах.

### Сигнальний шлях від гіпоталамуса
Основна вхідна інервація, що її надсилає гіпоталамус до ЗЗ, походить з групи нейронів великого розміру, локалізованих у супрамамілярній частині цього відділу мозку. Супрамамілярна проєкція, в основному, надходить до зони, локалізованої над гранулярним шаром, з незначною інервацією поліморфного і молекулярного шарів. Ця нервова проєкція є збуджувальною, нейромедіатором у її синапсах слугує глутамат. Окрім глутамату, супрамамілярні нейрони, що інервують ЗЗ, також синтезують кальретинін та субстанцію Р.

### Сигнальні шляхи від стовбура мозку
ЗЗ отримує вхідні нервові сигнали від кількох окремих структур стовбура головного мозку. По-перше, це блакитна пляма, з якої надходять норадренергічні волокна, які утворюють синапси, в основному, у поліморфному шарі та продовжуються до зони CA3 гіпокампу. По-друге, це менший за обсягом передаваних сигналів пучок дофамінегрічних аксонів, що походить з вентральної області покришки, та утворює синапси переважно в поліморфному шарі. По-третє, це серотонінергічна проєкція, що походить з медіанної і дорсальної частин ядер шва та утворює синапси в субгранулярній частині поліморфного шару на пірамідальних кошикових нейронах та інших інтернейронах поліморфного шару, характерною рисою яких є експресія (синтез) кальбіндіну.

## Функції
ЗЗ (разом з іншими відділами мозку) залучена до виконання кількох вищих функції нервової системи, таких як навчання, пам'ять та орієнтація в просторі, де вона відіграє важливу роль. Основним функціональним навантаженням ЗЗ є первинна обробка вхідних збуджувальних сигналів, з наступною передачею сигналу до зони CA3 гіпокампу.
ЗЗ отримує сенсорні нервові сигнали, що кодують зорову, нюхову, вестибулярну, слухову та соматосенсорну інформацію з енторинальної кори, разом з інформацією про просторове положення тіла. При цьому, медіальна частина ЗЗ обробляє просторову інформацію, а латеральна — непросторову (слухову, соматосенсорну, і т. ін.). Таким чином, медіальна частина перфорантного шляху передає в ЗЗ просторову інформацію шляхом активації NMDA-рецепторів, а латеральна — зокрема, візуальну інформацію шляхом активації опіоїдних рецепторів.
Одна гранулярна клітина ЗЗ утворює синапси з, в середньому, 15-ма пірамідними нейронами зони CA3 гіпокампу. Водночас до кожного пірамідного нейрона надходять сигнали з, у середньому, 72-х гранулярних клітин. З огляду на велику кількість клітин і вищезазначені особливості з'єднання між нейронами ЗЗ та CA3, а також з огляду на низьку частоту генерації потенціалів дії гранулярними клітинами, імовірність того, що один пірамідний нейрон у CA3 отримує одночасно збуджуювальний сигнал більше ніж від однієї гранулярної клітини є дуже малою. Тому сигнальний патерн, що надходить з неокортексу до ЗЗ, розподіляється між гранулярними клітинами, а потім «перезбирається» при передачі сигналів на пірамідні нейрони CA3. З огляду на такий принцип передачі сигналів, ЗЗ вважають структурою, що здійснює обробку та розрізнення сигнальних патернів кори головного мозку. Ця функція ЗЗ є ключовою в процесі декореляції запам'ятованих структур, зокрема розрізнення двох подібних спогадів.

## Роль у розвитку патологічних станів

### Епілепсія

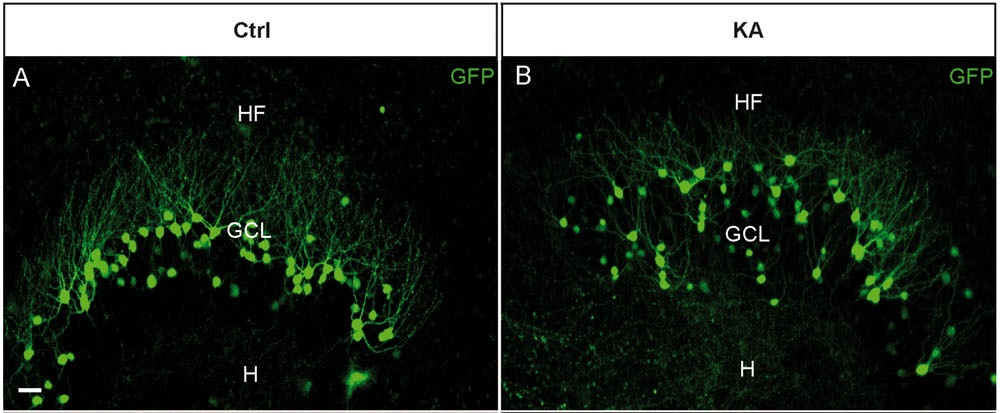
Рисунок 9. Розсіювання ГКЗЗ у ході формування епілептичного стану. Гранулярні клітини продукують зелену флуоресценцію завдяки експресії GFP. А: контрольний знімок до початку досліду. ГКЗЗ щільно згруповані в гранулярному шарі ЗЗ. В: 8 годин після додання в середовище каїнової кислоти (КА), що викликає розвиток епілепсії. Гранулярні клітини розсіялися, частково мігруючи в хілус. HF — місце проходження гіпокампальної борозни (Hippocampal Fissure); GCL — шар гранулярних клітин (Granule Cell Layer); Н — хілус (Hilus). Масштабна лінійка: 10 мкм.

З огляду на площинну (ламінарну) структуру передавальних шляхів у ЗЗ (і в гіпокампі в цілому), ця частина мозку при збудженні продукує великі польові електричні потенціали, які підтримують збудження в аксонах, і, отже, роблять ЗЗ особливо чутливою до епілептиформних вхідних сигналів. Зокрема, було показано, що аналогічні за природою епілептиформні сигнальні артефакти в ЗЗ є більшими ніж в інших частинах мозку, вразливих до епілепсії. Окрім наведеного теоретичного обґрунтування, численні клінічні спостереження та посмертні анатомічні розтини свідчили про значну роль гіпокампа загалом і ЗЗ зокрема в генерації епілепсії, особливо скроневої епілепсії. Протягом кількох останніх десятиріч визначальна роль ЗЗ у генерації скроневої епілепсії була дещо піддана сумніву, що, втім, все одно лишає ЗЗ важливим елементом у формуванні синдрому даного захворювання.
Іншим аргументом для розгляду ЗЗ як одного з центральних факторів при розвитку скроневої епілепсії є гіпотеза про те, що втрата нейронів хілуса, характерна для хворих з розвинутою стадією епілепсії, є одним з елементів іншого ураження — мезіального скроневого склерозу — і є мінімальною достатньою умовою для розвитку даного виду епілепсії. На підтвердження цього, кілька досліджень тваринних моделей травматичних уражень мозку та ішемії, котрі можуть призводити до епілепсії, показали, що хілус є надзвичайно вразливим при таких ураженнях. Таким чином, увагу було сконцентровано на вразливостях різних типів розташованих у хілусі нейронів, і на тому, як ці вразливості можуть позначитись на електрофізіологічних характеристиках відповідних нейронних мереж у ЗЗ. Дослідження цього питання спонукали появу щонайменше двох гіпотез щодо наслідків втрати нейронів хілусу та паралельного підвищення збудливості нейронних мереж у ЗЗ, що обумовлює розвиток епілепсії. По-перше, підвищення збудливості мереж з причини зниження в них кількості гальмівних нейронів; по-друге, з причини зменшення кількості та потужності вхідних збуджувальних сигналів, що їх отримують гальмівні інтернейрони («гіпотеза дизінгібіції», або «гіпотеза сплячих кошикових нейронів»). При цьому, у ході розвитку епілепсії, ГКЗЗ розсіюються з гранулярного шару та частково мігрують з гранулярного шару ЗЗ до хілуса, що є однією з характерних патолого-анатомічних ознак цього захворювання (див. Рис. 9).

### Хвороба Альцгеймера
Як частина гіпокампа, що відіграє важливу роль у формуванні пам'яті, ЗЗ активно вивчалася практично з часу початку цитологічних та ультраструктурних досліджень, пов'язаних з цим захворюванням. Як і в багатьох інших частинах мозку, морфологічне та функціональне ураження ЗЗ, викликане хворобою Альцгеймера (ХА), пов'язане з трьома основними факторами: втратою синаптичних зв'язків (особливо на ранніх стадіях хвороби), накопиченням і відкладанням білка тау (τ) та/або білка бета-амілоїду (Аβ).
Морфологічні та ультраструктурні дослідження показали статистично перевірений зв'язок між розвитком ХА та втратою синаптичних з'єднань, у тому числі в ЗЗ. Зокрема, у пацієнтів з ХА кількість синапсів на кубічний міліметр нервової тканини зменшується на 21% у зовнішній частині молекулярного шару ЗЗ та на 15 % у внутрішній частині молекулярного шару, а кількість синапсів на одному гранулярному нейроні зменшується на 27%; на відміну від інших частин гіпокампу, кількість гранулярних нейронів при цьому імовірно не змінюється. При цьому втрата функціональних синапсів у ЗЗ (і, як наслідок, здатних до проведення сигналів нервових волокон) внаслідок ХА викликає активне утворення нових синапсів у прилеглих неуражених зонах, що може частково компенсувати ефект ХА. Кілька наукових груп, базуючись на незалежних джерелах експериментальних даних, висунули припущення, що зменшення кількості синапсів на дендритах ГКЗЗ відбувається в основному внаслідок синапсів, утворених нейронами хілуса.
Щільні клубочки білка тау сферичної форми (на відміну від інших частин гіпокампу, таких як пірамідний шар зон CA1-CA3, де ці утворення набувають форми смолоскипа) виникають у ГКЗЗ лише на пізніх стадіях ХА: стадія VI за Брааком. Кількісні параметри ураження можуть варіювати: при дослідженнях за допомогою моноклональних антитіл до білка тау на цих стадіях ХА було виявлено ураження 1.7-4.2% або десятків відсотків ГКЗЗ такими клубочками. Разом з тим, в експериментах з кольоровою індикацією гіперфосфорильовані волокна білка тау виникають як дифузна хмара у зовнішньому молекулярному шарі ЗЗ починаючи зі стадії III розвитку ХА; поява цього ефекту корелює з виникненням деменції. Інтернейрони вражаються набагато менше, можливо завдяки наявності в них великої кількості білків, що зв'язують необхідний для формування клубків протеїну тау кальцій, таких як парвальбумін та кальретинін. Проте, така невразливість не є абсолютною: імуноцитологічні дослідження виявляють формації білка тау в невеликій кількості інтернейронів.
Виникнення бляшок Аβ в ЗЗ спостерігаються пізніше, ніж в інших частинах гіпокампу; в зоні CA1 такі бляшки спостерігається починаючи з фази 2 відкладання Аβ, тоді як у ЗЗ вони спостерігаються не раніше фази 3. За допомогою кореляційного аналізу було показано, що фази 1 та 2 у гіпокампі не супроводжуються порушеннями когнітивних функцій, що є аргументом на користь контролю за цими функціями саме з боку ЗЗ. Бляшки Аβ спостерігаються приблизно в зоні між двома зовнішніми та внутрішньою третиною молекулярного шару, тобто в термінальній зоні перфорантного шляху приблизно на фазі IV розвитку ХА за Брааком; це пізніше, ніж в енторинальній корі, з нейронів якої виходять аксони перфорантного шляху, і де бляшки Аβ спостерігаються починаючи з фази III. На стадії V кількість бляшок імовірно збільшується, і стає помітно, що вони групуються в ряди; стадію VI характеризує наявність щільних рядів бляшок Аβ всередині нейронів ЗЗ; при цьому термінальна зона мохових волокон лишається вільною від бляшок Аβ навіть на пізніх стадіях ХА.

### Шизофренія
| Ліва ЗЗ                | Ліва ЗЗ | Ліва ЗЗ | Ліва ЗЗ  | Ліва ЗЗ | Ліва ЗЗ | Ліва ЗЗ  |
|                        | Mean    | SE      | Інтервал | n       | t       | p        |
| ---------------------- | ------- | ------- | -------- | ------- | ------- | -------- |
| Здорові пацієнти       | 574     | 4.16    | 365–774  | 300     | -4.95   | 2.8×10−6 |
| Пацієнти з шизофренією | 542     | 5.11    | 367–774  | 210     | -4.95   | 2.8×10−6 |
| Права ЗЗ               |         |         |          |         |         |          |
|                        | Mean    | SE      | Інтервал | n       | t       | p        |
| Здорові пацієнти       | 600     | 4.45    | 372–857  | 300     | -5.31   | 4.5×10−7 |
| Пацієнти з шизофренією | 565     | 5.24    | 351–789  | 210     | -5.31   | 4.5×10−7 |

Значна роль гіпокампа в процесах навчання, реалізації коротко- та довгострокової пам'яті, а також когнітивних функцій, протягом його вивчення зробила аксіоматичним твердження щодо його ураження в процесі розвитку шизофренії; ці припущення були неодноразово підтверджені клінічними, патолого-анатомічними, та експериментальними дослідженнями на тканинному, клітинному та біохімічному рівнях.
ЗЗ як важлива структурна й функціональна частина гіпокампу, також залучена до аномалій пов'язаних з шизофренією. Розвиток цієї хвороби супроводжується, аналогічно гіпокампу в цілому, змінами в ЗЗ на кількох рівнях організації. По-перше, спостерігається високодостовірне зменшення об'єму ЗЗ у пацієнтів з шизофренією (див. таблицю). По-друге, спостерігаються зміни в морфології нейронів: майже вдвічі (з 22±2% до 43±3%) підвищується частка ГКЗЗ з базальними дендритами. По-третє, на відміну від інших частин гіпокампу, в ЗЗ при шизофренії зменшується активність синтезу субодиниці глутаматних рецепторів GluN1, яка є критично важливим елементом для формування функціональних NMDA-рецепторів. Таким чином, у ході розвитку шизофренії відбувається зменшення об'єму збуджувальних сигналів, що надходять до ГКЗЗ; ГКЗЗ, своєю чергою, завдяки цьому надсилають менше гальмівних сигналів на пірамідні нейрони гіпокампальної зони CA3, що призводить до аномально високого збудження останніх. Таке збудження викликає порушення процесів обробки сигналів та синаптичної пластичності в CA3. Описана аномальна активність у зоні CA3 призводить до підвищеної асоціативності стандартних патернів вхідних сигналів і помилкового кодування вихідних сигналів при виклику масивів довготривалої пам'яті; як результат, відбувається генерація фальшивих спогадів психотичного характеру.
Іншою біохімічною аномалією в ЗЗ, що супроводжує шизофренію, є вдвічі підвищена активність експресії рецепторів ретиноєвої кислоти RARα. Припускають, що аномально висока кількість RARα призводить до патології росту та диференціації ЗЗ у ході ембріонального розвитку та в постнатальний період, що підвищує ймовірність розвитку шизофренії.